# Phymatostetha sema
Phymatostetha sema är en insektsart som beskrevs av William Lucas Distant 1900. Phymatostetha sema ingår i släktet Phymatostetha och familjen spottstritar. Inga underarter finns listade i Catalogue of Life.